# She's Kinda Hot
«She's Kinda Hot» es una canción de la banda australiana de pop rock 5 Seconds of Summer. La canción fue lanzada a través de Capitol Recordsel el 17 de julio de 2015 2015, como el primer sencillo del segundo álbum de estudio de la banda Sounds Good Fells Good. La pista fue escrita por Ashton Irwin, Michael Clifford, John Feldmann, Benji Madden y Joel Madden.

## Antecedentes y lanzamiento
El bajista Calum Hood declaró en una entrevista con el locutor de radio Angus O'Loughiln: "El título es realmente engañoso porque la canción trata sobre personas que no se preocupan por lo que otros piensan, es una revolución para los marginados. Tiene un significado profundo". El guitarrista principal Michael Clifford declaró: "La canción es pesada como el infierno, más pesada que nuestras canciones anteriores. «She's Kinda Hot» está compuesta en clave de mi mayor con un tempo de 116-120 latidos por minuto.
La canción es el primer sencillo del segundo álbum de la banda, Sounds Good Feels Good . La canción es una mezcla de pop punk y pop rock. Fue coescrita por los miembros de la banda Ashton Irwin y Michael Clifford, junto con Benji y Joel Madden de Good Charlotte y producida por John Feldmann. Se estrenó en todo el mundo el 17 de julio de 2015. La banda siguió el lanzamiento del sencillo con un lanzamiento del EP el 28 de agosto de 2015, con pistas adicionales y ediciones físicas en CD y vinilo en algunos países.

## Vídeo musical
El video musical de «She's Kinda Hot» fue lanzado el 5 de agosto de 2015.

## Lista de ediciones
Extended play

| N.º | Título            | Duración |  |
| 1.  | «She's Kinda Hot» | 3:35     |  |
| 2.  | «Broken Pieces»   | 3:29     |  |
| 3.  | «Over and Out»    | 2:58     |  |
| 4.  | «Lost in Reality» | 3:30     |  |

## Créditos y personal
Créditos adaptados de Genius.
- Calum Hood - voz, bajo
- Ashton Irwin - composición, voz, batería
- Luke Hemmings -  voz, guitarra rítmica
- Michael Clifford - composición, guitarra, voz
- Joel Madden - composición
- Benji Madden - composición
- John Feldmann - composición, ingeniero de grabación
- Eric Valentine - ingeniero de mezcla y masterización
- Matt Pauling - programación
- Zakk Cervini - programación
- Allie Snow - asistencia técnica
- Luke Shrestha - asistencia técnica
- Cian Riordan - asistente de ingeniería
- Justin Long - asistente de mezcla

## Posicionamiento en listas
| Listas (2015)                             | Mejor posición |
| ----------------------------------------- | -------------- |
| Alemania (Official German Charts)         | 76             |
| Australia (ARIA)                          | 6              |
| Austria (Ö3 Austria Top 40)               | 35             |
| Bélgica (Ultratop) Flanders               | 46             |
| Bélgica (Ultratop) Wallonia               | 11             |
| Canadá (Canadian Hot 100)                 | 27             |
| Escocia (Official Charts Company)         | 9              |
| España (PROMUSICAE)                       | 14             |
| Estados Unidos (Billboard Hot 100)        | 22             |
| Estados Unidos (Mainstream Top 40)        | 15             |
| Francia (SNEP)                            | 62             |
| Nueva Zelanda Hot Singles (RMNZ)          | 11             |
| Países Bajos (Single Top 100)             | 57             |
| Reino Unido (UK Singles Chart)            | 14             |
| República Checa (Rádio Top 100)           | 72             |
| República Checa (Singles Digitál Top 100) | 61             |
| Suecia (Sverigetopplistan)                | 95             |
| Suiza (Schweizer Hitparade)               | 59             |

## Certificaciones
| País (organismo certificador) | Certificación | Unidades certificadas |
| ----------------------------- | ------------- | --------------------- |
| Australia (ARIA)              | Platino       | 70 000                |
| Estados Unidos (RIAA)         | Oro           | 1 000 000             |
| Reino Unido (BPI)             | Plata         | 200 000               |